# Route régionale 58 (Tunisie)
Pour les articles homonymes, voir Route 58.
La route régionale 58 ou RR58 est un axe routier secondaire de Tunisie qui relie la route nationale 7 à la route régionale 51 près du barrage de Sejnane.